# 小畑史子
小畑 史子（おばた ふみこ、1965年4月14日 - ）は、日本の法学者。専門は労働法。京都大学大学院人間・環境学研究科相関環境学専攻共生社会環境論講座教授。

## 人物・経歴
千葉県生まれ。1988年上智大学法学部法律学科卒業。1994年東京大学大学院法学政治学研究科博士課程修了、博士（法学）。同年富山大学経済学部経営法学科専任講師。1996年富山大学経済学部経営法学科助教授。2001年京都大学総合人間学部助教授。2002年京都大学大学院地球環境学堂助教授。2013年京都大学大学院人間・環境学研究科教授。2020年厚生労働省労働保険審査会委員。2023年京都大学理事補（労務担当理事）、厚生労働省中央労働委員会公益委員。

## 著書
- 『最新労働基準判例解説』日本労務研究会 2003年
- 『よくわかる労働法』ミネルヴァ書房 2006 年
- 『最新労働基準判例解説 第2集』日本労務研究会 2006年
- 『条文から学ぶ労働法』（土田道夫, 山川隆一, 島田陽一と共著）有斐閣 2011年
- 『最新労働基準判例解説 第3集』日本労務研究会 2012年
- 『労働法 = LABOR AND EMPLOYMENT LAW』（緒方桂子, 竹内寿と共著）有斐閣 2013年